# Célestine Ketcha Courtès
Célestine Ketcha épouse Courtès, née le 13 octobre 1964 à Maroua dans la région de l'Extrême-Nord au Cameroun, est une femme politique et opératrice économique camerounaise.  
Femme d'affaires, maire de la commune de Bangangté de 2007 à 2018, elle est, depuis décembre 2015, la présidente du Réseau des Femmes Élues Locales d’Afrique (REFELA) représentant l'Afrique centrale,,. Elle est également présidente de la section REFELA-CAM. 
Le 4 janvier 2019, elle est nommée par décret présidentiel du chef de l'État Paul Biya, ministre de l'Habitat et du Développement urbain dans le gouvernement Joseph Dion Ngute.

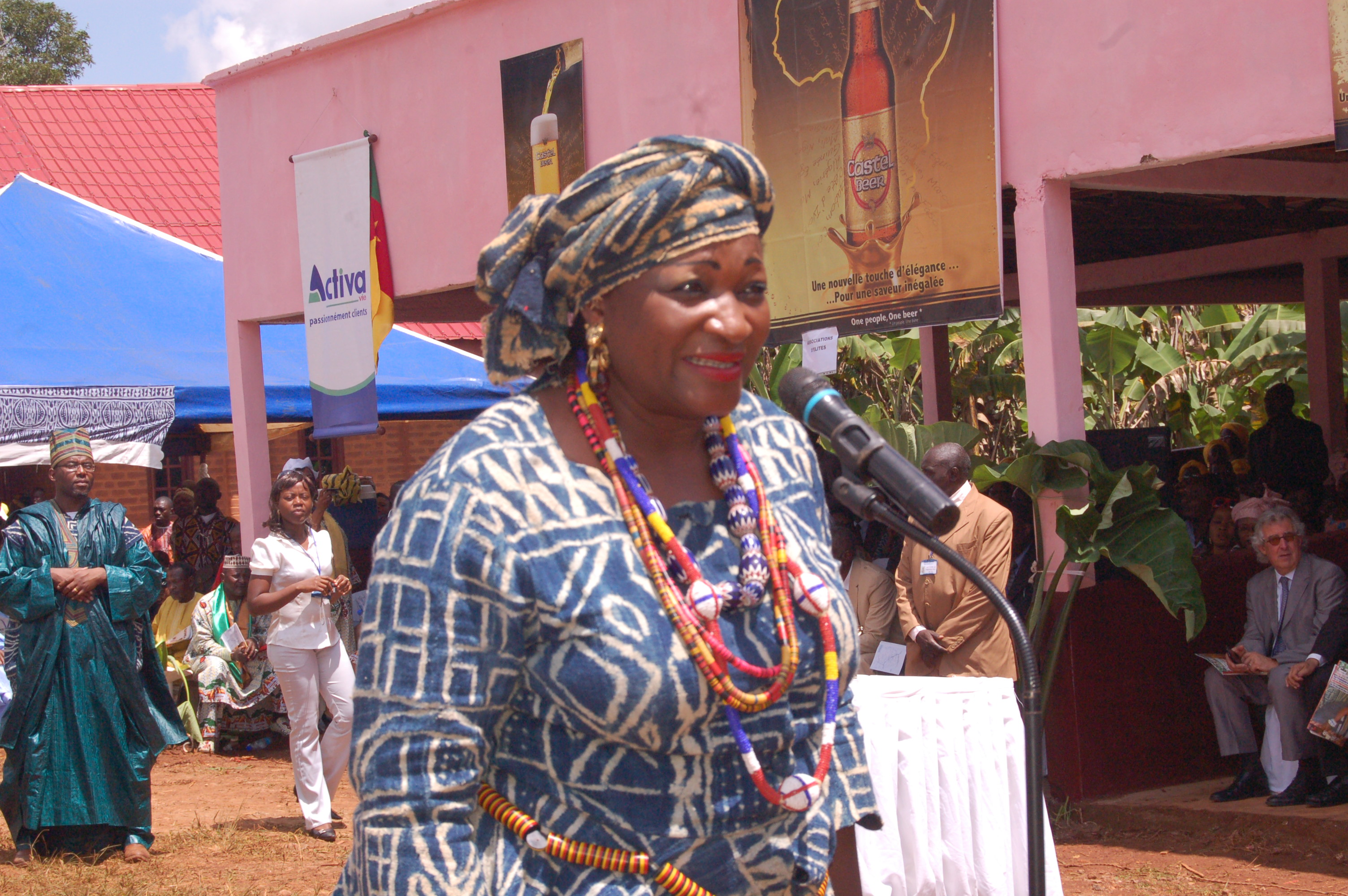
Discours de Célestine Ketcha Courtès lors du festival du Macabo en 2011, à Bangoua.

## Formation et carrière professionnelle
Titulaire d'un baccalauréat A4, Célestine Ketcha obtient par la suite un brevet de technicien supérieur en techniques commerciales et un diplôme d'études supérieures de commerce et d'économie. Elle intègre par la suite les Cimenteries du Cameroun comme cadre commercial et marketing avant de s'adonner exclusivement aux affaires.

## Parcours politique

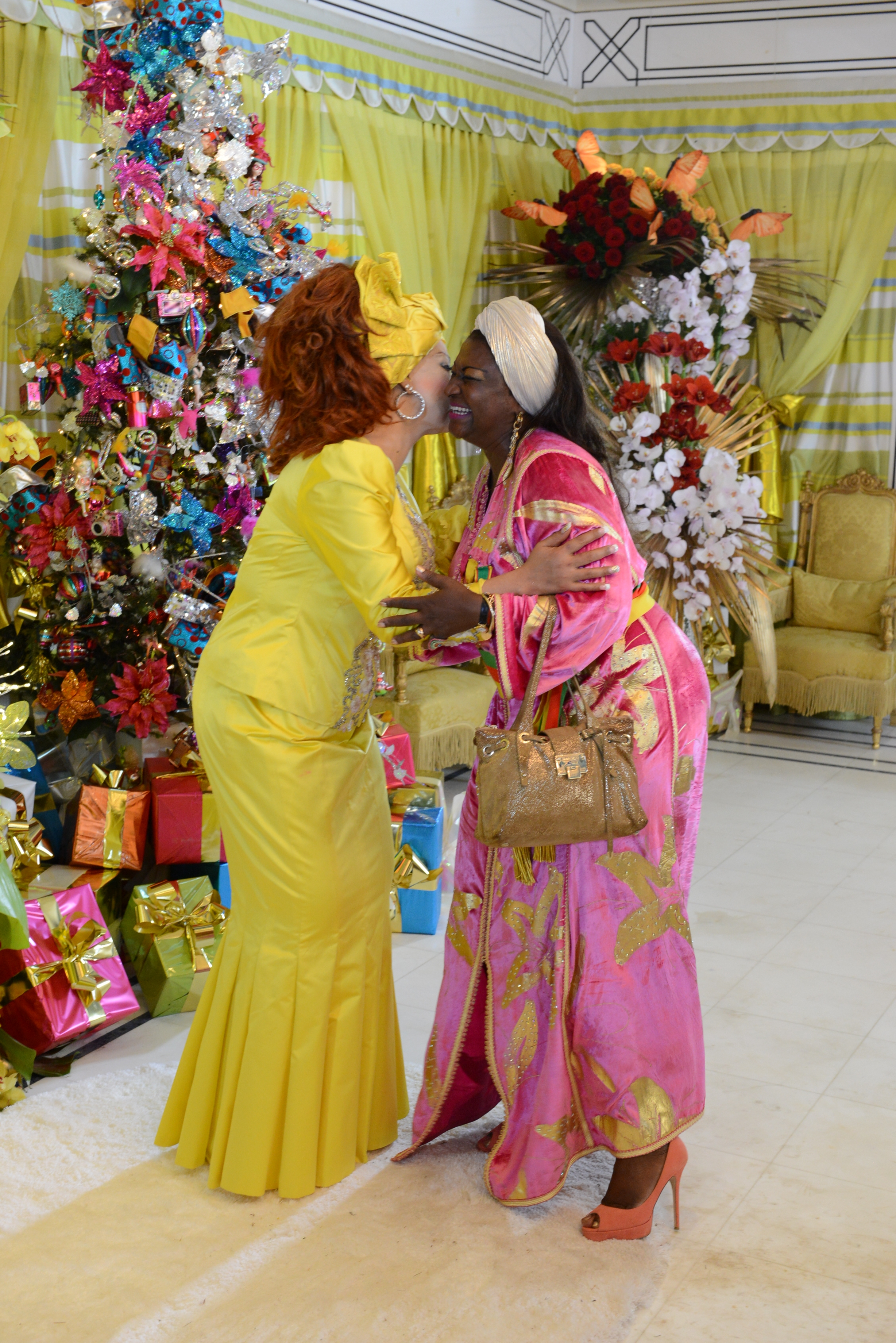
Présentation des vœux à la Première dame Chantal Biya (2014).

Célestine Ketcha est militante du RDPC. Elle est présidente de l'OFRDPC - organisation des femmes liées à ce parti, à Bangangté. Maire de Bangangté depuis 2007 et réputée dynamique, elle est active dans la vie sociale et administratives des communes environnantes. Son dynamisme sur le plan politique lui vaut de nombreux procès dont l'un l'opposant à Célestin Ketchanga dans l'affaire Queen Fish. En 2015, elle succède à Fatimatou Abdel Malick à la tête du Réseau des femmes élues locales d’Afrique.

## Affaires

### Condamnation
En juillet 2011, lors de l'affaire Queen Fish, Célestine Ketcha Courtès est condamnée par le tribunal de grande instance du Wouri à un an d'emprisonnement avec trois ans de sursis et à plusieurs amendes au trésor public et à son frère, le député Célestin Ketchanga. Reconnue non coupable d'usage de faux en écriture de banque, Célestine Ketcha Courtès est toutefois jugée coupable d'abus de biens sociaux et de crédits. Ses avocats, qui ont fait appel, entendent se pourvoir en cassation,. Renvoyée au 23 décembre 2014, la sentence de l'affaire Queen Fish est rendue le 8 janvier 2015 à la Cour d'appel du Littoral. Les juges condamnent Célestine Ketcha à payer à Célestin Ketchanga des dommages et intérêts. Les juges ont confirmé les décisions du jugement rendu en instance pour faux et usage de faux, abus de biens sociaux et détournement de 50 millions de Francs CFA.  La chambre correctionnelle de la Cour d'appel a confirmé la sentence retenue par le tribunal de Grande instance du Wouri mais réduit la sentence sur des intérêts civils.

### Interruption d'un office religieux à Paris.
Dimanche 11 octobre 2020, Calibri Calibro et ses compagnons font irruption dans une église catholique en France où se trouve Célestine Ketcha-Courtes ainsi que ses proches et scandent des propos hostiles à la ministre de Paul Biya: « Vous avez le diable dans la maison monsieur le curé. Cette famille tue les gens, cette famille c’est des assassins. Cette famille verse le sang des Camerounais ». Le prêtre interrompt l'office et les lieux sont vidés. 

### Polémiques
En mars 2024, lors de son passage à l’Extrême-Nord du Cameroun Célestine Ketcha Courtès pose la question a son auditoire : « il y avait quoi avant ? » demandant à ses auditeurs d'aller informer les populations des actions constructives du régime de Paul Biya. La vidéo devient virale sur la toile et crée une polémique. Certains y voient du dédain envers la situation préexistante dans la région. La ministre fait un communiqué pour expliquer et mettre du contexte à ses propos. 

Cette polémique inspire Richard Bona, icône de la musique camerounaise, qui répond à la ministre en composant une satire "il y avait quoi avant" dans laquelle  il énumère les nombreuses sociétés camerounaises ayant existé au temps d'Ahmadou Ahidjo et disparues sous l'ère de Paul Biya.

## Distinctions honorifiques
- Officier de l'ordre de la Valeur[20]
- Officier de l'ordre du Mérite camerounais
- Chevalier de l'ordre national du mérite sportif